# Ceratophyus sinicus
Ceratophyus sinicus är en skalbaggsart som beskrevs av Mario Zunino 1973. Ceratophyus sinicus ingår i släktet Ceratophyus och familjen tordyvlar. Inga underarter finns listade i Catalogue of Life.